# 天主教阿雷西沃教區
天主教阿雷西沃教區（拉丁語：Dioecesis Arecibensis）是波多黎各一個羅馬天主教教區，屬波多黎各的聖胡安總教區。
教區成立於1960年4月30日，位於波多黎各西北部，2006年有教友372,000人（佔轄區總人口61.3%）、五十九個堂區、108名司鐸。現任教區主教為達彌爾·費南德斯·托里斯。